# Parosphromenus ornaticauda
Parosphromenus ornaticauda är en fiskart som beskrevs av Kottelat, 1991. Parosphromenus ornaticauda ingår i släktet Parosphromenus och familjen Osphronemidae. Inga underarter finns listade i Catalogue of Life.